# Watertoren (Blankenberge)
De watertoren in Blankenberge, in de volksmond beter bekend als "chaterdo" of "waterkasteel" werd voltooid in 1898.

## Geschiedenis
In de jaren 1860 begint in Blankenberge, onder meer door een uitbreiding van de stad met een wijk voor rijkere badgasten, de noodzaak zich aan te dringen tot de aanleg van een waterbedelingsnetwerk. In 1884 keurt de toenmalige gemeenteraad plannen hieromtrent goed. De uitvoering hiervan vat echter pas in 1893 aan met de bouw van een waterzuiveringsstation, pompinstallaties en een watertoren. Het water werd aangevoerd via een kanaal en na zuivering middels zandfilters omhoog gepompt naar het reservoir van de watertoren. Sinds 1923 voorziet de tussengemeentelijke maatschappij in de watervoorziening.

## Beschrijving

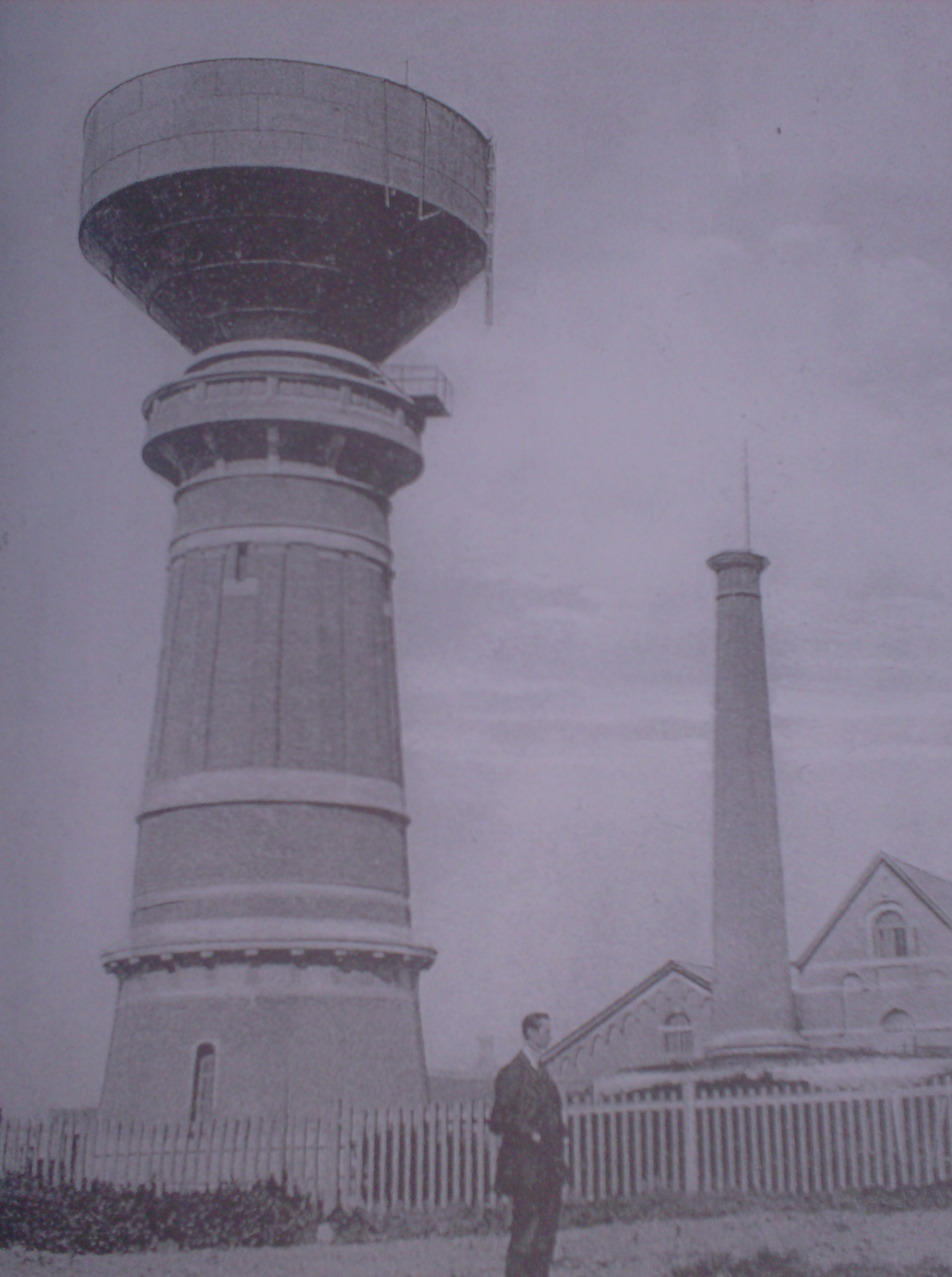
De watertoren met oorspronkelijk aanwezige intzekuip, afgebeeld op een briefkaart uit 1920.

De toren bevatte oorspronkelijk een ijzeren intzekuip. Door uitbreiding van de stad raakte deze ontoereikend en in 1947 werd ze vervangen door een betonnen intzekuip (capaciteit 450 kubieke meter) met een bakstenen ommanteling. Onder de kuip bevindt zich een opengewerkte betonnen rondgang.
De 28 meter hoge toren, gebouwd in een neorenaissancistische stijl, is afgewerkt met siermetselwerk en arduin en spaarzaam voorzien van rechthoekige muuropeningen. Langs de binnenwand van de schacht bevindt zich een geklonken ijzeren wenteltrap. Sinds 2004 heeft het geheel de status van beschermd monument.
Ardooie ·
Beernem Bulscampveld ·
Beernem Reigerlostraat ·
Bellegem Kleine Perijkelstraat ·
Blankenberge ·
Bredene Dorpstraat ·
Brugge Generaal Lemanlaan ·
Brugge Koning Leopold III Laan ·
Brugge Schaakstraat ·
Brugge Koning Albertlaan ·
Brugge Gentpoortvest ·
Brugge Kustlaan ·
Brugge Lissewegsesteenweg ·
Brugge Sint-Michielsestraat ·
De Haan Drift ·
De Haan Wenduinesteenweg ·
De Panne ·
Duinbergen ·
Gullegem ·
Heist ·
Hooglede ·
Ieper Dikkebusseweg ·
Ieper Elverdingsestraat ·
Izegem Schardouwstraat ·
Izegem Zwingelaarstraat ·
Knokke-Heist Arcadelaan ·
Koekelare ·
Kortemark ·
Kortrijk Doorniksesteenweg ·
Kortrijk Markesteenweg ·
Kuurne ·
Lichtervelde ·
Lombardsijde ·
Menen ·
Middelkerke Logierlaan ·
Middelkerke Zeedijk ·
Oedelem ·
Oostduinkerke ·
Oostende Konterdamkaai ·
Oostende Mercatorlaan ·
Oostende Leopoldpark ·
Oostende Maria Hendrikapark ·
Oostende Populierendreef ·
Oostende Dokter Eduard Moreauxlaan ·
Passendale ·
Poperinge ·
Roeselare ·
Roksem ·
Tielt ·
Torhout ·
Waregem ·
Wenduine ·
Wevelgem ·
Westende ·
Zeebrugge Blondeellaan ·
Zeebrugge Kustlaan ·
Zeebrugge Lissewegsesteenweg ·
Zillebeke ·
Zwevegem P. Ferrardstraat ·
Zwevegem Stockerijstraat